# Острів кохання (Хмельницький)
«О́стрів коха́ння» — штучний декоративний острів в руслі Південного Бугу, у центральній частині міста Хмельницький.

## Історія
У 1949 році у Проскурові заснували сучасний парк культури і відпочинку імені Чекмана, який тоді називався Комсомольським. Це було народне будівництво. У вихідні до 15 тисяч людей виходили туди і вручну копали ставок на Південному Бузі, Острів, який на ньому є, штучний. Його нагорнули, щоб не вивозити викопану землю. У квітні 1956 року водосховище було повністю заповнене водою. На острів, засаджений деревами, перекинули металевий місток, що дозволило його зробити досяжним для відпочинку. Проєкт відновлення водойми розробили у гідромеліоративному бюро під керівництвом інженера Бердичєвського. Інженером будівництва призначили Маланчука, який в інтерв'ю «Радянському Поділлю» (28.05.1949) розповів наступне: «Для створення ставка на р. Південний Буг із заплави буде вийнято 60 тис. кубометрів землі. Ця земля утворить з боку Заріччя дамбу та острівець. Острівець площею до 10 га буде кращим куточком для відпочинку трудящих. Він розташований проти місця впадіння р. Плоскої у Буг на відстані 100 м від ріки». Жодної офіційної назви острів ніколи не мав, іронічна «Острів кохання» народна назва утворилася у міському фольклорі 1970-1980-х років.

## Екологічні проблеми
Острів досить популярний для відпочинку, особливо взимку, оскільки до нього можна дійти по кризі. Через це відвідувачі часто після відпочинку залишають сміття на острові: скляні й пластикові пляшки, целофанові пакети, коробки, папірці, гігієнічні засоби.
У жовтні 2011 року група волонтерів погодилась прибрати острів та вивезти сміття. Мішки зі сміттям перевозили човном на «велику землю» у декілька етапів. Тим часом інший гурт волонтерів збирав «трофеї» на території парку ім. М. Чекмана.

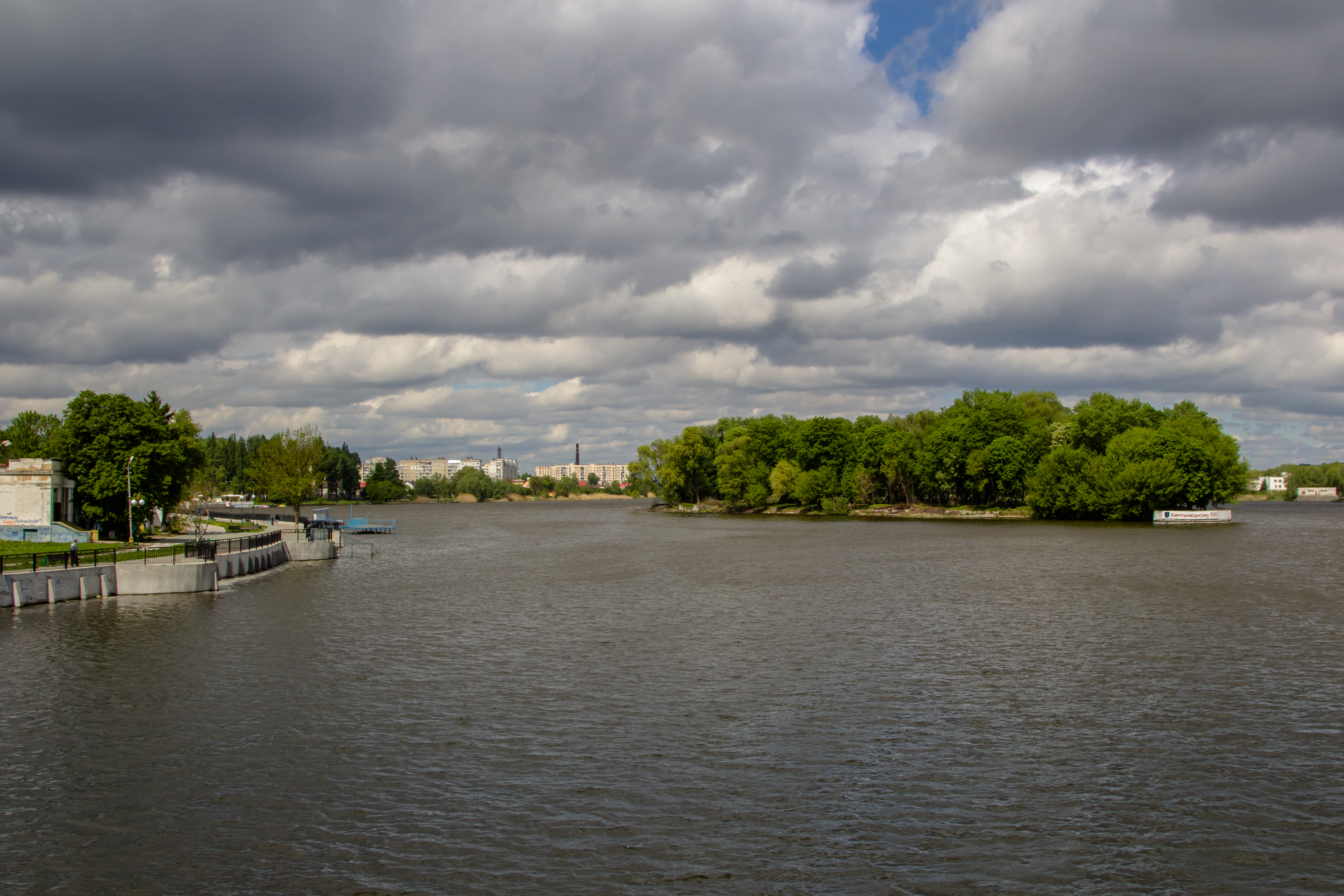
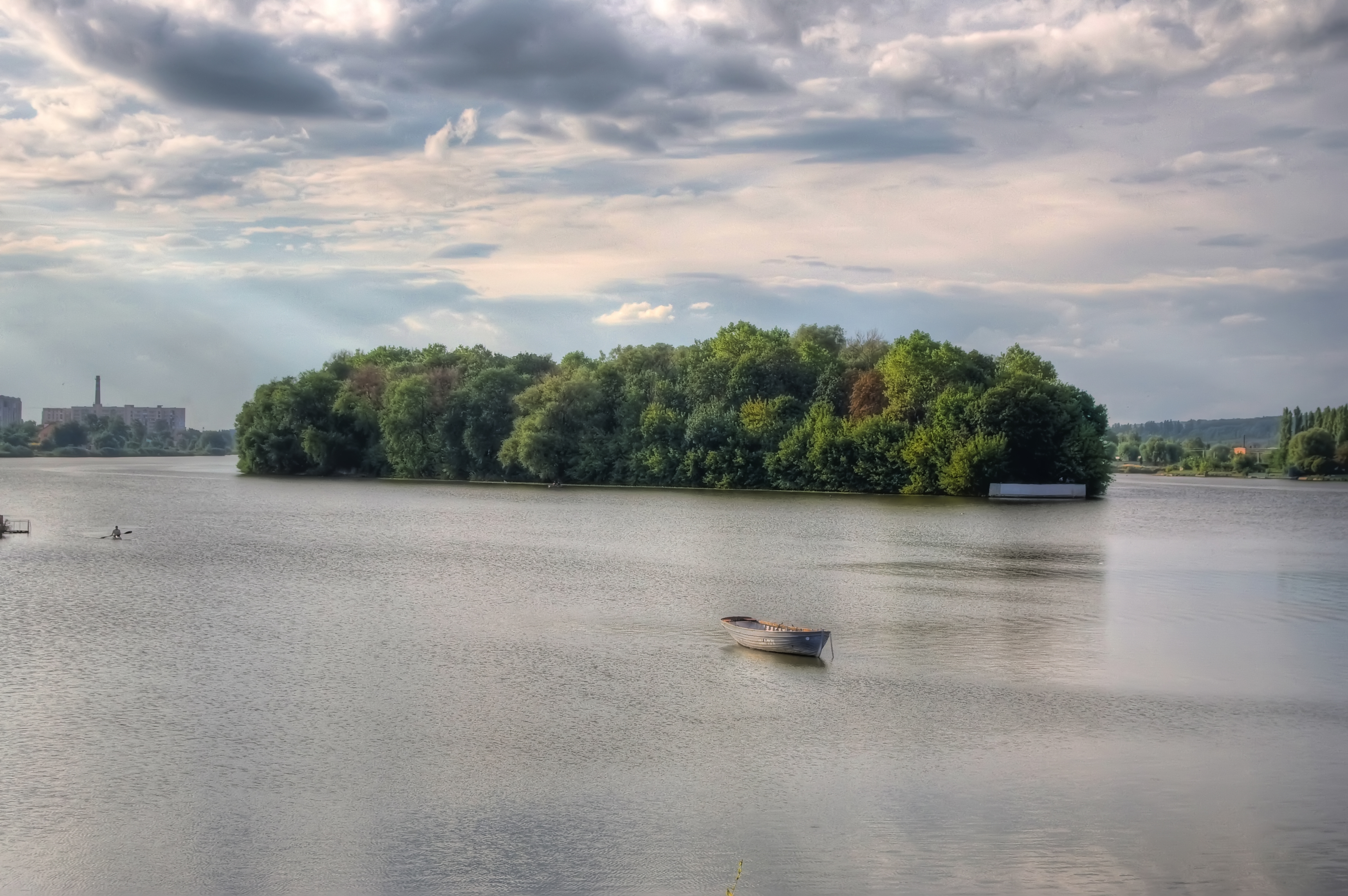